# Dominique Venner
Dominique Venner (París, 16 d'abril de 1935 - París, 21 de maig de 2013) fou un historiador, periodista i assagista d'extrema dreta francès. Fou militant de l'Organització de l'Exèrcit Secret i més tard esdevenia un nacionalista europeu i fundava Europe-Action, abans de retirar-se de la política per centrar-se en la seva carrera com a historiador. Va especialitzar-se en història militar i política.
Classificat a l'extrema dreta, és autor de diversos llibres d'història sobre el període de 1914 a 1945, i en particular sobre la Revolució Russa, el Cos Lliure del Bàltic, la col·laboració i la Resistència a França durant la Segona Guerra Mundial. Guanyador del premi Broquette-Gonin de l'Acadèmia Francesa, també és un reconegut especialista en armes, tema sobre el qual ha escrit nombrosos llibres.
Fou l'editor del La Nouvelle Revue d'Histoire, un magazín d'història bimensual. El 21 de maig de 2013, Venner es va suïcidar amb una arma de foc dins la catedral de Notre-Dame de París.